# François Lombard (peintre)
Pour les articles homonymes, voir François Lombard et Lombard.
François Lombard, né en 1605 à Clavières et mort en 1689 à Saint-Flour, est un peintre français.

## Biographie
François Lombard est l'élève du peintre Guy François. Il peint en 1639 pour la famille d’Anterroches le Miracle de saint Bonaventure et en 1660 huit toiles pour l’hôtel Martial de Grandseigne à Clermont-Ferrand.

## Œuvres
- L'Adoration des bergers, huile sur toile, église paroissiale de Cheylade[2] ;
- Vierge à l'Enfant, huile sur toile, volée[3] ;
- Portrait de Jean de Fontenilles, président du baillage de Montferrand, vers 1630, huile sur toile marouflée sur bois, musée d'art Roger-Quilliot de Clermont-Ferrand ;
- Le Miracle de saint Bonaventure, huile sur toile, église Saint-Bonaventure de Lyon[4].